# Mud Bay (Alaska)
Mud Bay es un lugar designado por el censo (en inglés, census-designated place, CDP) ubicado en el borough de Haines, Alaska, Estados Unidos. Según el censo de 2020, tiene una población de 159 habitantes.

## Geografía
La localidad está ubicada en las coordenadas 59°9′4″N 135°21′23″O / 59.15111, -135.35639 (59.151183, -135.356493).

## Demografía
Según la Oficina del Censo, en 2000 los ingresos medios de los hogares de la localidad eran de $44,750 y los ingresos medios de las familias eran de $56,250. Los hombres tenían ingresos medios por $53,750 frente a los $19,583 que percibían las mujeres. Los ingresos per cápita de la localidad eran de $24,720. Alrededor del 9.7% de la población estaba por debajo del umbral de pobreza.
De acuerdo con la estimación 2016-2020 de la Oficina del Censo, no hay habitantes por debajo de la línea de pobreza en la localidad.